# Tomoyoshi Murayama
Pour les articles homonymes, voir Murayama (homonymie).
Tomoyoshi Murayama (村山知義, Murayama Tomoyoshi, 18 janvier 1901 - 22 mars 1977) est un artiste, dramaturge et producteur de pièces de théâtre japonais de l'ère Shôwa.

## Biographie
Murayama est né dans le district de Kanda Suehiro de Tokyo. Son père, médecin dans la marine impériale japonaise, meurt quand il a neuf ans. Sa mère devient chrétienne après avoir été convertie par Kanzō Uchimura ; elle est également active dans le mouvement pacifiste. Murayama fut d'abord encouragé à étudier l'art de l'aquarelle japonaise et la peinture japonaise traditionnelle, mais il est fasciné par la philosophie, particulièrement les œuvres des philosophes allemands Schopenhauer et Nietzsche. Il se convertit au christianisme lui-même après avoir été agressé par des camarades de classe pour avoir parlé du pacifisme.
Murayama va à l'Université impériale de Tokyo en 1921, pensant y étudier la philosophie, mais la quitte peu après pour étudier l'art et les arts dramatiques à l'Université Humboldt de Berlin. Initialement intrigué par le constructivisme, particulièrement dans l'œuvre de Kandinsky, il est plus tard en désaccord avec ce style, inventant son propre style incorporant le collage d'objets réels pour provoquer des associations concrètes. Il appelle cette méthode « constructivisme conscient » (MAVO). Les « mavoïstes » essaient d'éliminer les barrières entre l'art et la vie de tous les jours, et se rebellent en combinant des produits industriels aux peintures ou la typographie dans des collages. Ils font également des manifestations contre l'injustice sociale avec l'usage de l'érotisme théâtral, se moquant de la moralité publique.
À son retour au Japon, Murayama introduit les artistes japonais aux arts expressionnistes et constructivistes, mais devient de plus en plus intrigué par le théâtre moderne, particulièrement le mouvement de théâtre prolétarien des années 1920. Il applique beaucoup des mêmes techniques et modes esthétiques de ses peintures à ses pièces de théâtre, y mélangeant des éléments d'expressionnisme allemand, de dadaïsme, de futurisme et d'autres mouvements d'avant-garde européens. Il écrit et produit des versions à inspiration marxiste de Robin des Bois et Don Quichotte.
En 1929, Murayama alarme les autorités japonaises en produisant une pièce de théâtre dramatique glorifiant un incident de 1923 au chemin de fer de Jingguang en Chine, où des leaders de syndicats communistes provoquent exprès des émeutes violentes des ouvriers. Dans la violence qui s'ensuit, on tue les chefs du chemin de fer et sabote les équipements avant que l'armée ne réprime violemment la manifestation de colère.
En mai 1930, Murayama est arrêté pour violation des Lois de préservation de la paix ; il est relâché en décembre. En mai 1931, il rejoint le Parti communiste japonais, ce qui mène à sa seconde arrestation en avril 1932 pendant une répétition générale. Il est relâché sous condition en mars 1934 après avoir renié ses croyances politiques et avoir accepté la dissolution de sa compagnie de théâtre. En mai de la même année, il publie un roman, Byakuya (« Nuit blanche »), adapté en feuilleton dans le prestigieux magazine Chūōkōron. Il revient plus tard au théâtre, produisant une dramatisation de Yoake no mae de Tōson Shimazaki en novembre 1934. S'ensuivent en chaîne, et rapidement, plusieurs autres œuvres, y compris des tentatives pour revitaliser le genre shinpa et de produire de nouvelles formes de kabuki. Murayama devient connu pour son opposition au militarisme japonais et à la censure, ce qui provoque l'ire du gouvernement. Il est ainsi arrêté à nouveau en août 1940, relâché avec sursis en juin 1942, et recondamné en 1944. En 1945, pendant une période de sursis, il visite la Corée, et en juillet de la même année le Manchukuo.
En décembre 1945, après la fin de la Seconde Guerre mondiale et la reddition du Japon, Murayama rentre dans son pays natal. En février 1946, il crée une nouvelle compagnie de théâtre, mais celle-ci est ravagée par la politique, la dissension interne, et des problèmes avec la police dus au communisme de plusieurs de ses membres. En 1959, Murayama la transforme et la renomme en Troupe d'art de Tokyo ; elle fait des voyages en Chine et en Corée en 1960 et 1966. Murayama participe également à la formation de l'Alliance démocratique littéraire du Japon en 1965, servant en tant que vice-président pendant plusieurs années.
Vers la fin de sa vie, il se dévoue à la publication de pièces de théâtre, à son autobiographie, et à la continuation de la lutte pour la liberté intellectuelle. Il meurt le 22 mars 1977 à l'âge de 76 ans.

## Filmographie

### Comme réalisateur
- 1936 : Ren'ai no sekinin (恋愛の責任?)
- 1939 : Hatsukoi (初恋?)